# Torsten Ullman
Torsten Elis Ullman (ur. 27 lipca 1908 w Sztokholmie, zm. 11 maja 1993 w Växjö) – szwedzki strzelec sportowy. Trzykrotny medalista olimpijski.
Specjalizował się w strzelaniu z pistoletu. Brał udział w pięciu igrzyskach na przestrzeni ponad dwudziestu lat (IO 36, IO 48, IO 52, IO 56, IO 60), na dwóch zdobywał medale. W 1936 triumfował w strzelaniu z pistoletu dowolnego i był trzeci w pistolecie szybkostrzelnym. Dwanaście lat później zajął trzecie miejsce w pistolecie dowolnym. W pistolecie dowolnym był mistrzem świata w 1933, 1935, 1937, 1947 i 1952. Zwyciężał również w innych konkurencjach pistoletowych.
W 1937 został uhonorowany nagrodą Svenska Dagbladets guldmedalj.